# Грб општине Велика Плана
Грб општине Велика Плана се користи у три нивоа: Основни, Средњи и Велики.
Блазон Основног грба гласи: поље раздељено, горе на плавом отргнута и златном стрелом кроз чело рањена црна вепрова глава, оружана златно и црвеног језика, доле на црвеном сребрна коласта аздија, оба мотива између пара сребрних бивољих рогова поставених преко свега.
Блазон Средњег грба гласи: Основни грб (поље раздељено, горе на плавом отргнута и златном стрелом кроз чело рањена црна вепрова глава, оружана златно и црвеног језика, доле на црвеном сребрна коласта аздија, оба мотива између пара сребрних бивољих рогова поставених преко свега) надвишен сребрном бадемском круном са три видљива мерлона. Штит је окружен природним гранама бреста. Испод штита исписан је назив места и општине.
Блазон Великог грба гласи: Основни грб (поље раздељено, горе на плавом отргнута и златном стрелом кроз чело рањена црна вепрова глава, оружана златно и црвеног језика, доле на црвеном сребрна коласта аздија, оба мотива између пара сребрних бивољих рогова поставених преко свега) надвишен сребрном бeдемском круном са три видљива мерлона. Чувари грба су Карађорђеви регулаши, одевени према обичају тог времена, као што су грбу краљевског Дома Србије од 1903. до 1917. године, приказани у природним бојама. Оба чувара слободном руком држе природно копље оковано златом, са кога се у поље вије златним ресама оперважени стег, и то десно стег Србије, а лево стег Титулара (поновљени мотив са штита грба, без бивољих рогова). Постамент је густим растињем обрастао пропланак.